# Вайнштейн, Самуил Миронович
Самуил Миронович Вайнштейн (12 февраля 1918, Киев — 21 апреля 1996, там же) — советский и украинский архитектор и художник, кандидат архитектуры (1950).

## Биография
Самуил Вайнштейн родился 12 февраля 1918 года в Киеве. В 1941 году окончил архитектурный факультет Киевского инженерно-строительного института. Ветеран Второй мировой войны (был инженером).
С 1946 года вступил в Союз архитекторов Украины. В 1950 году окончил аспирантуру Института аспирантуры Академии архитектуры УССР (его преподавателями были А. М. Вербицкий и В. И. Заболотный).
В 1948 году разработал проекты мебели из металла, пластика и дерева, которые стали экспериментальными образцами.
С 1950 по 1936 год работал в Академии архитектуры УССР где прошел путь от младшего научного сотрудника до старшего научного сотрудника. С 1963 года работал старшим научным сотрудником в КиевЗНИИЭП.
Умер 21 апреля 1996 года в Киеве.

## Избранные реализованные постройки и проекты

### Монументы и памятники
- Памятник на братской могиле бойцам города Хатван (Венгрия)[1]
- Монумент погибшим офицерам города Хатван[1]
- Памятник на братской могиле танкистов города Клуж (ныне Клуж-Напока, Румыния)[1]
- Монумент погибшим офицерам в городе Мишкольц (Венгрия)[1]
- Монумент воинам Советской армии в городе Банска Быстрица (ныне Словакия)[1]

### Здания
- Клуб на 460 мест (село Песчаное Черкасской области; проект — 1951, реализация — 1955—1956)[1]
- Дворец культуры на 530 мест (в соавторстве с М. Коломийцем; Новая Каховка, 1952)[1][2]
- Проект центральной площади (в соавторстве с А. Касьяновым и А. Маторин; Новая Каховка, 1952)[1][2]
- Дом советов (в соавторстве с А. Касьяновым и А. Маториным; Новая Каховка, проект — 1953, реализация — 1954—1956)[1][2]
- Административное здание (посёлок Кремгэс, 1956)[1]
- Проект клуба для завода «Красный экскаватор» (в соавторстве с М. Коломийцем; Киев, 1956)[1]
- Экспериментальный проект клуба для села (1956)[1]
- Типовой проект комплекса общественных зданий (с. Ксаверовка; 1957)[1]
- Типовой проект клуба на 500 человек (в соавторстве с Е. Грингоф, с. Ксаверовка Киевской обл.; 1957)[1]
- Клуб на 550 мест (с. Веселое, 1958)[1]
- Проект экспериментального микрорайона на Батыевой горе (участие, Киев; 1958)[1]
- Проект экспериментального жилого района в Дарнице (Киев, 1961)[1]
- Проект торгового центра жилого района на 30000 жителей (1962)[1]
- и другие.

## Публикации

### Книги
- «Новая Каховка» (1957)
- «Сельськие общественные здания» (1961)

### Статьи
- Вайнштейн С. Культурно-бытовое обслуживание в жилом массиве / С. Вайнштейн // Строительство и архитектура. — 1961. — № 3. — С. 13-16 : плани, іл.
- Вайнштейн С. М. Памятники на освобожденной земле / С. М. Вайнштейн, Э. Х. Грингоф // Строительство и архитектура. — 1985. — № 5. — С. 12-13 : ил.
- Вайнштейн С. М. Питання типізації громадських будинків / С. М. Вайнштейн // Вісник Академії будівництва і архітектури УРСР. — 1958. — № 4. — С. 9-15 : іл.
- Вайнштейн С. Невідкладні питання клубного будівництва на селі / С. Вайнштейн // Архітектура і будівництво. — 1954. — № 4. — С. 15-18 : іл., плани, рис.
- Вайнштейн С. Организация системы обслуживания / С. Вайнштейн // Строительство и архитектура. — 1964. — № 12. — С. 3-5 : планы, ил.
- Конкурсний проект експериментального жилого району в Києві / С. М. Вайнштейн [та ін.] // Вісник Академії будівництва і архітектури УРСР. — 1961. — № 1. — С. 9-18 : іл.